# Cees Mager
Cees Mager (Westerbork, 9 juli 1962) is een Nederlandse ondernemer en industrieel ontwerper.

## Biografie
Mager werd in 1962 te Westerbork geboren in een veearts-gezin. Hij studeerde werktuigbouwkunde in Groningen en werkte als manager, directeur, fixer en ontwerper voor energie start-ups en scale-ups in binnen- en buitenland, zoals Victron (Indonesia) en Mastervolt. Van 1998 tot 2008 was hij eigenaar van het ontwerpbureau Lean & Mean Design. Sinds 2009 is hij directeur-eigenaar van Triple Solar dat zich bezighoudt met gasloos verwarmen. 
Mager kreeg bekendheid met zijn ontwerp van de aluminium gepolijste speedboot CeeMag Cougar. Daarnaast ontwikkelde hij het warmtepomppaneel, een uitvinding waarbij het PVT-paneel de energiebron is van de warmtepomp. De warmtepomp, nodig voor het gasloos verwarmen van woningen en utiliteitsbouw, heeft op deze manier geen buitenunit of aardbron nodig. Hier ontving hij in 2018 de Innovative Energy Solution Award voor.

## Prijzen
In 2018 ontving Cees Mager de Innovative Energy Solution Award voor het warmtepomppaneel.